# Слава герцогства Карниола

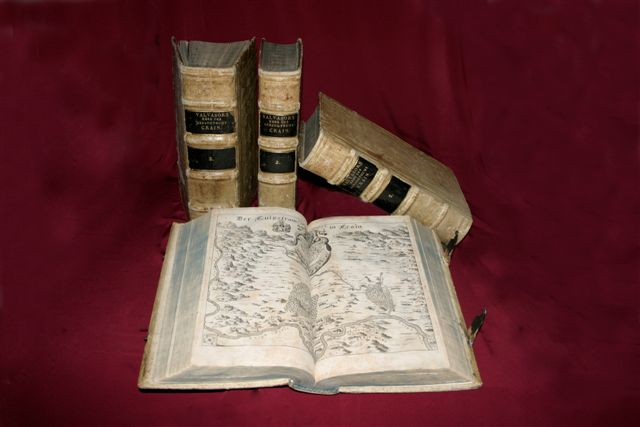
The Glory of the Duchy of Carniola, изданная в 1689 году

Слава герцогства Карниола (нем. Die Ehre deß Hertzogthums Crain, словенский: Slava vojvodine Kranjske) — энциклопедия, опубликованная в Нюрнберге в 1689 году эрудитом Иоганном Вейхардом фон Вальвазором. Это самая важная работа о его родине, герцогстве Карниола, современной центральной части Словении.

## Содержание
Антология, написанная на новом верхненемецком языке, была опубликована в четырех томах, разделенных на 15 книг с 3552 широкоформатными страницами и 24 приложениями. Энциклопедия была щедро иллюстрирована 528 гравюрами на меди. Книга включает сведения по истории, географии, топографии, медицине, биологии, геологии, теологии, обычаям и фольклору региона Карниола, который составляет большую часть современной Словении. Вальвазор мог полагаться на более ранние обзорные источники, тем не менее тщательно проработанная и научно обоснованная коллекция была новаторской в то время.
Сам Вальвазор писал, что не хочет издавать энциклопедию в виде сухого справочника, потому что она может оказаться слишком однообразной для читателя. Поэтому в отдельных местах он добавлял разные истории из настоящего и прошлого. Основные сведения об истории дворянского рода фон Грабен и их представителей, а также правителей графства Гориция почерпнуты из его произведений. Любопытна записанная Вальвазором история о Юре Грандо, который считается одним из первых вампиров, задокументированных письменно.
Вальвазор был первым, кто написал о европейском протее. Он намеревался написать своего рода рассказ о путешествиях, а не словарь, поэтому статьи расположены не в алфавитном порядке. Автор также перемежат информацию анекдотами, сказками и стихами, чтобы разнообразить композицию.
Текст разделен на две колонки и украшен искусно оформленными инициалами. В издании было использовано четырнадцать различных шрифтов. Текст состоит из длинных предложений с различными абзацами; он содержит многочисленные стилистические украшательства, метафоры, образные выражения, крылатые фразы, латинские цитаты и рассказы с моралью. Вальвазор использовал более 200 изображений из «Topographia Ducatus Carniolae modernae» для иллюстрации энциклопедии. Так как печатные формы были слишком широки для книжного формата «Ehre», их пришлось подрезать в общей сложности на 40–50 мм. В результате была нарушена композиция изображения и утеряны некоторые показательные детали.
Обеспокоенный тем, что посторонние недостаточно хорошо знают его регион, он создал своего рода презентацию Карниолы с текстом и иллюстрациями, установив мастерскую по изготовлению медных пластин в своем замке Богеншперк недалеко от Литии и сам напечатав своё сочинение.
Из-за высоких затрат на печать Вальвазор был вынужден продать замок Богеншперк и дом, где он родился в Любляне, после чего переехал в Кршко, где и умер в течение года после переезда.

### Том 1
Состоит из 4 книг.

#### Книга I
Автор Эразм Франчиши. Книга разделена на 8 глав и состоит из 96 страниц. В нем Франчиши обсуждает названия народов, живших в Карниоле. Он также углубляется в этимологию самого названия Карниолы, восходящего к более ранним вариантам Carnorum или Carnutum).

#### Книга II
Содержит 27 глав и 200 страниц. Вальвасор назвал ее «краткой топографией». Автор определяет границы Карниолы, описывает ее деление на: верхнюю, нижнюю, среднюю, внутреннюю и истрийскую части. В целом он описывает жителей Карниолы и их обычаи, а затем обсуждает отдельные ее местности и их традиции, пищевые привычки жителей, горы, реки, колодцы, пещеры, замки, шахты и прочее.

#### Книга III
Содержит 38 глав и 168 страниц, посвящена истории и топографии, в ней перечислены воды, климат, болезни, флора, травы, деревья, шахты, среди последних большой объём посвящён ртутному руднику в Идрии.

#### Книга IV
Содержит 53 главы и 232 страницы. Здесь Вальвазор описывает диковины, такие как остатки ископаемых животных и другие окаменелости, особенности животного и растительного мира, и особое внимание уделяет карстовым пещерпам и подземному миру в Карниоле и Нотраньске.

### Том 2
Состоит из 4 книг.

#### Книга V
Включает 16 глав и 268 страниц. Автором этой книги является Эразм Франчиши. Обсуждаются народы, населявшие Карниолу до прихода франков. Эта книга тесно связана с произведением Иоганна Людвига Шёнлебена «Carniola antiqua et nova».

#### Книга VI
Включает 11 глав и 102 страницы. Эта книга важна, потому что в ней рассказывается о карниоле, то есть о словенском языке.Также в ней рассказывается о костюмах, обычаях некоторых частей Карниолы.

#### Книга VII
Включает 17 глав и 120 страниц. Посвящена религии и различным верованиям, включая языческие обычаи, христианизацию, протестантизм и контрреформацию в Карниоле, а также суеверия, обычаи и заклинания.

##### Книга VIII
В отличие от других книг этого тома, она разделена не на главы, а на разделы. Книга включает 346 страниц. В этой книге автор описывает священников, патриархов, епископов, церковные ордена и приходы.

### Том 3
Состоит из 3 книг.

#### Книга IX
Включает 12 глав и 122 страницы. В этой книге описываются законы и административные правила страны, а также описываются дворянские семьи Карниолы и их гербы. Подробно были представлены администраторы Карниолы.

#### Книга X
Включает 30 глав и 274 страницы. Эта книга посвящена правителям Карниолы. Представлена политическая история герцогов и принцев. Показана история от античности до 1689 года (год публикации Славы герцогства Карниола).

#### Книга XI
Включает 730 страниц, что делает её самой большой книгой. Не разделена на главы. Эта книга представляет собой буквальную топографию или «топографию замков». На страницах книги изображены города, площади, замки, монастыри и другие достопримечательности, расположенные в алфавитном порядке.

### Том 4
Состоит из 4 книг

#### Книга XII
Включает 13 глав и 134 страницы. В этой книге рассказывается о Хорватии, ее приграничных районах, в том числе и о тех, которые попали под власть Османской империи. В этой книге присутствуют сведения о некоторых местах и крепостях в Хорватии.

#### Книга XIII
Включает 6 глав и 112 страниц. Эта книга посвящена истории. В этой книге вы можете прочитать об аргонавтах, Эмоне, различных военных походах и т.д. Эта книга похожа на книгу V.

#### Книга XIV
Включает 26 глав и 184 страницы. В этой книге показаны периоды римского владычества, великого переселения народов и период до австрийского владычества. Рассмотрены военные конфликты между туземным населением и римлянами, окончательный разгром туземного населения, мятеж римской армии, правление императора Константина I Великого, война Феодосия I Великого против готов, нашествие славян, даны более подробные описания других мест и политических условий.

#### Книга XV
Включает 34 главы и 314 страниц. Содержит хроники Карниолы под властью Австрии. В конце книги есть еще две ненумерованные страницы комментариев и поправок к печати.

### Оглавление
Произведение «Слава герцогства Карниола» в целом не содержит общего оглавления или указателя. Из-за этого Оскар Граци-Варденгг впоследствии создал отдельную книгу -  Repertorium zu JW Freiherrn von Valvasors «Die Ehre des Herzogthums Krain» (1689 г.) — Настоящий указатель ко всем четырем томам «Славы Воеводины Краньской», который был опубликован в 1901 г. и насчитывал 112 страниц.

### Авторы
Помимо Иоганна Вейхарда фон Вальвазора, среди других авторов следует упомянуть Эразма Франчиши, который редактировал и оформлял тексты Вальвасора, добавлял различные пояснения и комментарии, а также является автором первой и пятой книг.
Опубликованные в энциклопедии стихи были написаны восемью поэтами: баронессой Катариной Региной фон Грейффенберг, Павао Риттером Витезовичем, Франком Зизенхаймом, Янезом Людвиком Прашем, Янезом Грегором Дольничаром (Тальничером), Янезом Крстником Петерманном, Кристофом Вегляйтером и Йоханнесом Габриэлем Майером.
Энциклопедию украшают иллюстрации и карты, созданные Янезом Кохом, Питером и Иваном Верексами, Бенером и Матией Грайшер. Граверами были: Андрей Трост, Петер Мунгерсдорф, Павао Витезович-Риттер и Атцельт, а некоторые изображения анонимны.

## Переиздания

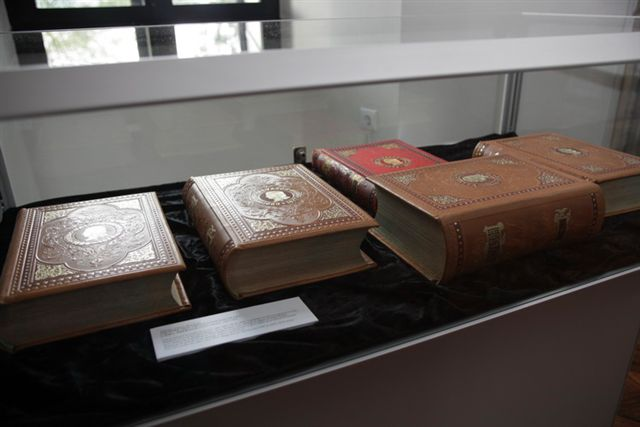
Репринт 1877 года Славы герцогства Карниола

Первые два тома энциклопедии были переизданы в виде отредактированного репринта в 1877 году, а следующие два — между 1877 и 1879 годами. Издание вышло под редакцией Янеза Краеца, который также был издателем. Типографом стал Иосип Пфайфер. Петер Радикс был автором добавленного текста. Формат книги изменился со времени первого издания, иллюстрации и приложения не всегда соответствуют оригиналу.
Издательством Mladinska knjiga в период с 1971 по 1973 год было опубликовано факсимильное издание энциклопедии. Редактором и автором дополнительного текста в этом издании был Бранко Рейсп. Длительное время перевода с немецкого на словенский не существовало, так как он оказался очень сложным и слишком объемным.
С 2009 по 2012 год энциклопедию переводила на словенский язык семья Дебеняк - супруги Божидар (* 1935) и Дорис (урожденная Криш, 1936–2013)  и их сын Примож. Переводы с латыни в этом издании осуществлял Алеш Мавер, Инициатором, руководителем проекта, редактором и техническим редактором этого издательского проекта был Томаш Чеч. Первый словенский перевод был опубликован только в 2009 году издательством Zavod Dežela Kranjska. Также издательством был подготовлен сборник научных статей Studia Valvasoriana (под редакцией Янеза Вайса), который был опубликован в конце 2014 года.